# Metovnica
Metovnica (en serbe cyrillique : Метовница) est une localité de Serbie située dans la municipalité de Bor, district de Bor. Au recensement de 2011, elle comptait 1 104 habitants.
Metovnica est officiellement classée parmi les villages de Serbie.

## Démographie

### Évolution historique de la population
| 1948  | 1953  | 1961  | 1971  | 1981  | 1991  | 2002  | 2011  |
| ----- | ----- | ----- | ----- | ----- | ----- | ----- | ----- |
| 2 002 | 2 086 | 2 160 | 1 988 | 1 794 | 1 569 | 1 331 | 1 104 |

|  |